# Ta det som ett löfte
Ta det som ett löfte ... ta det inte som ett hot utgavs 1972 som MNW 28P. Den fria teatergruppen Nationalteatern hade då existerat i tre år och spelat 11 pjäser och skrivit 10 av dem själva. Några var "rockpjäser" som Lev hårt dö ung och Sune får jag knäppa din bläzer?, från vilka en del av materialet till skivan hämtades.
Skivbolaget MNW hörde av sig och tyckte Nationalteatern borde ”göras tillgängliga för den stora publiken”, och mer eller mindre övertalade Nationalteatern att göra en skiva. Resultatet gick rätt så obemärkt förbi, men vissa enstaka låtar stack ut. Sånger som "Hon flytta ut till Bergsjön" och "Ut i kylan" blev väldigt populära.

## Låtar på albumet
Sida A:
1. "Sveriges styvbarn 1" (Ulf Dageby/Lars Jakobsson) - 4:42
2. "Hon flytta ut till Bergsjön" (Anders Melander/Peter Wahlqvist) - 2:31
3. "Profiternas profeter" (Anders Melander) - 2:41
4. "Vallans låt" (Trad. Arr: Anders Melander) - 0:45
5. "Under hängbjörken" (Anders Melander/Peter Wahlqvist) - 1:46
6. "Revolver-Maggie" (Anders Melander/Peter Wahlqvist) - 4:43
7. "En stuveriarbetares död" (Anders Melander) - 2:30
8. "Världen är kall"  (Anders Melander) - 1:51

Sida B:
1. "Göra bort sig" (Ulf Dageby) - 3:41
2. "Ut i kylan" (Ulf Dageby) - 2:24
3. "Vaktmästarn" (Anders Melander/Peter Wahlqvist/Lars Jakobsson) - 4:24
4. "1:a maj" (Ulf Dageby/Anders Melander) - 1:49
5. "Balladen om en krog" (Anders Melander/Hans Mosesson) - 6:11
6. "Sveriges styvbarn 2" (Anders Melander/Peter Wahlqvist) - 4:03

Total speltid: 44:01